# Humphrey de Bohun, 7. Earl of Hereford

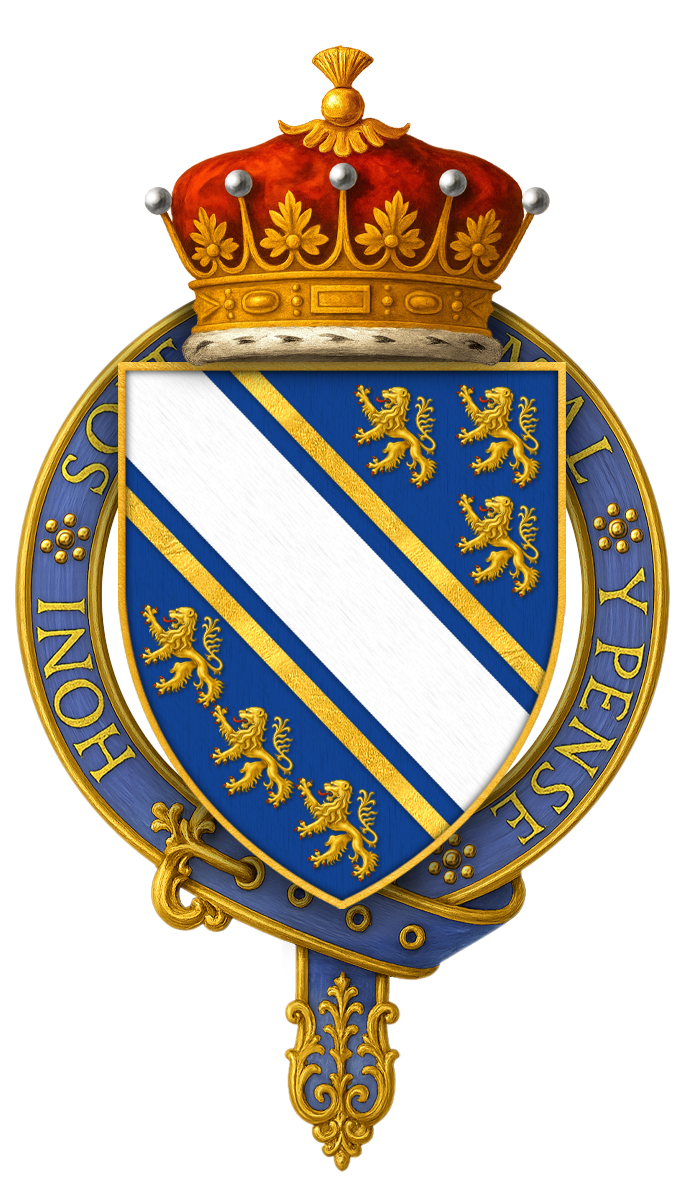
Wappen von Humphrey de Bohun, 7. Earl of Hereford

Humphrey de Bohun, 7. Earl of Hereford (auch Humphrey X. de Bohun), KG (* 25. März 1342; † 16. Januar 1373) war ein englischer Magnat.

## Herkunft und Jugend
Humphrey X. de Bohun entstammte der ursprünglich anglonormannischen Familie Bohun. Er war der einzige Sohn von William de Bohun, 1. Earl of Northampton und von Elizabeth de Badlesmere. Sein Vater war als jüngerer Sohn ursprünglich ein armer Ritter, doch seine Mutter hatte 1338 einen Teil des bedeutenden Grundbesitzes ihres Bruders Giles de Badlesmere geerbt. Seine Mutter starb 1356, und nach dem Tod seines Vaters im September 1360 wurde Humphrey zum Erben der Besitzungen seiner Eltern sowie des Titels Earl of Northampton. Nachdem seine Onkel John und Humphrey IX. de Bohun beide ohne Nachkommen gestorben waren, wurde Humphrey 1361 auch Erbe der umfangreichen Besitzungen der Familie Bohun sowie der Titel Earl of Hereford und Earl of Essex, so dass er einer der reichsten Magnaten Englands wurde. Dazu erbte er das Amt des Lord High Constable of England. Da er jedoch noch als minderjährig galt, wurde Richard FitzAlan, 10. Earl of Arundel sein Vormund.

## Leben
Nachdem er 1363 offiziell volljährig geworden war, führte er im selben Jahr die Eskorte, die König Peter von Zypern von Dover nach London geleitete. 1365 wurde er in den Hosenbandorden aufgenommen. 1369 führte er eine Gesandtschaft nach Mailand, um die Heirat zwischen Violante, einer Tochter des mailändischen Herzogs Galeazzo II. Visconti mit Lionel of Antwerp, 1. Duke of Clarence, einem Sohn des Königs auszuhandeln. Während des Hundertjährigen Kriegs war er bei dem erfolglosen Frankreichfeldzug von 1369 von John of Gaunt einer der Kommandanten des englischen Heeres. 1371 reiste er als englischer Gesandter in die Bretagne. Die von Sir Guy Brian geführte englische Flotte stieß dabei vor der bretonischen Küste auf eine gegnerische flämische Flotte unter dem Kommando von Jan Peterson. Nach heftigem dreistündigen Kampf siegten die Engländer, die 25 eroberte Schiffe mit zahlreichen Gefangenen, darunter Peterson, nach England schicken konnten. Vermutlich erkrankte Bohun jedoch bald darauf und starb im Alter von 31 Jahren.

## Familie, Nachkommen und Erbe
Er heiratete nach dem 9. September 1359 Joan FitzAlan, eine Tochter seines Vormunds Richard FitzAlan und von Eleanor, der Witwe von John de Beumont, 2. Baron Beaumont und Tochter von Henry Plantagenet, 3. Earl of Lancaster und von Maud de Chaworth. Er hatte mit ihr zwei Töchter:
1. Eleanor de Bohun (um 1366–1399) ⚭ Thomas of Woodstock, 1. Duke of Gloucester
2. Mary de Bohun (1369–1394) ⚭ Henry Bolingbroke, ab 1399 als Heinrich IV. König von England

Er wurde im Familienkloster Walden Abbey in Essex begraben. Da er ohne männliche Nachkommen starb, erloschen seine Adelstitel und seine beiden noch minderjährigen Töchter erbten seine Ländereien. Der englische Eduard III. übergab die Vormundschaft über die beiden reichen Erbinnen an seinen jüngsten Sohn Thomas of Woodstock, der schließlich Eleanor heiratete. Thomas of Woodstock plante, ihre Schwester Mary in ein Kloster abzuschieben, um so in den Besitz des gesamten Erbes zu kommen. Während einer Abwesenheit von ihm verheiratete sein Bruder John of Gaunt jedoch Mary mit seinem ältesten Sohn Henry, so dass das Erbe der Bohuns schließlich geteilt werden musste. Eleanors Gatte erhielt die Ländereien des Earldoms of Essex, Marys Gatte die der Earldoms of Hereford und Northampton.